# Valerian Zaharia
Valerian Zaharia, pe numele laic Vasile Zaharia, (n. 6 noiembrie 1905, Muncelu, România – d. 13 martie 1996, București, România) a fost un cleric al Bisericii Ortodoxe Române, care a îndeplinit funcția de episcop al Oradiei (1951-1969).

## Biografie

### Studii
S-a născut pe 6 noiembrie 1905 în satul Muncelu din comuna Străoanele de Sus din județul Putna (azi în județul Vrancea), în familia lui Gheorghe și Ruxandra Zaharia, primind la botez numele Vasile. Părinții săi au avut zece copii. Încă de mic copil Vasile a rămas orfan de mamă, după care tatăl său s-a călugărit sub numele de Gherontie, iar Vasile a fost trimis la un orfelinat din Brăila. A dat dovadă de mult interes față de învățătură și de o mare inteligență, iar învățătorul său, Neculai Butoianu, observând că tânărul Vasile avea o înclinație către viața duhovnicească, l-a îndrumat să se înscrie la Seminarul Teologic „Sfântul Apostol Andrei” din Galați.
În perioada 1922-1927 a studiat ca elev bursier la Seminarul Teologic „Sfântul Apostol Andrei” din Galați și și-a petrecut adesea vacanțele la Mănăstirea Dălhăuți din apropiere de Focșani, unde trăia ca monah propriul său tată. După absolvirea cursurilor seminariale, s-a înscris în 1927 la Facultatea de Teologie din București și a urmat, în paralel, cursurile Seminarului Pedagogic Universitar din București. În timpul studiilor, pentru a se putea întreține, a dat meditații altor elevi și a lucrat ca secretar la Școala de cântăreți bisericești din București (1929-1930). În 1931 a absolvit cursurile universitare de teologie, susținând lucrarea Regulile monahale după Sfântul Vasile cel Mare și Sfinții Părinți.

### Monah, profesor și exarh
În anii 1931-1932, ca urmare a faptului că avea ureche muzicală și un glas frumos de tenor, a fost protopsalt la Biserica Spirea Veche din București și pedagog la Seminarul Monahal de la Mănăstirea Cernica. La 28 septembrie 1932 a fost tuns în monahism cu numele Valerian, iar a doua zi a fost hirotonit ierodiacon. În 1932 a fost numit profesor, iar în 1933 director al Școlii de cântăreți bisericești din Bălți. La 4 noiembrie 1935 a fost hirotonit ieromonah. În semn de apreciere a activităților sale de profesor și director al Seminarului monahal și al Școlii de cântăreți bisericești, precum și a activităților duhovnicești din mănăstire și a altor activități care i-au fost încredințate, a fost ridicat de sărbătoarea Nașterii Domnului Hristos a anului 1936 la rangul de protosinghel, iar în 1937 la rangul de arhimandrit. Valerian Zaharia avea convingeri politice legionare și ar fi contribuit, potrivit unor surse, la capturarea unor comuniști în perioada cât a fost profesor la Bălți.
În anul 1940, după ocuparea Basarabiei, a fost transferat ca profesor la Seminarul Teologic „Veniamin Costachi” din Iași, cel mai vechi seminar teologic din România. În perioada regimului național-legionar a participat, împreună cu elevii săi, la dărâmarea Sinagogii de la Râpa Galbenă din Iași, iar după înăbușirea Rebeliunii legionare a fost amnistiat de Ion Antonescu. Din septembrie 1941 până în septembrie 1944 a fost profesor de religie la Școala Normală din Ploiești și a slujit, în același timp, ca stareț al Mănăstirii Ghighiu. În anul 1944 a fost numit în funcția de exarh al mănăstirilor din Arhiepiscopia Bucureștilor, cumulând în același timp și atribuția de stareț al Mănăstirii Câmpulung Muscel, iar apoi (din 10 martie 1948) pe cea de stareț al Mănăstirii Antim din București.
Valerian Zaharia a publicat în anii 1946-1951 un număr mare de articole în mai multe reviste bisericești (Mitropolia Ardealului, Îndrumătorul bisericesc etc.), precum și în ziarele Telegraful român, Viitorul, Națiunea și Universul, redactând la ultimul dintre ele „Pagina Bisericii”. El a susținut trecerea credincioșilor greco-catolici români și a majorității preoților lor la Biserica Ortodoxă Română, care a avut loc în octombrie 1948 la presiunea autorităților comuniste, spunând cu orice ocazie că expresiile „noi” și „voi” ar trebui să dispară din vorbirea românilor transilvăneni pentru a fi din nou uniți și nedespărțiți, așa cum au fost înainte de Sinodul de la Alba Iulia (1698).

### Candidat pentru postul de episcop
Numele arhimandritului Valerian Zaharia a fost vehiculat în anii de după război pentru ocuparea unui post episcopal vacant: pentru scaunul de episcop al Romanului (în iunie 1946) și apoi pentru scaunul de episcop al Râmnicului (în iunie 1947).
După preluarea puterii de către comuniști, Valerian Zaharia a fost numit inspector general în Ministerul Cultelor și propus pentru postul de episcop vicar patriarhal, spre nemulțumirea patriarhului Justinian Marina. Ministerul Cultelor l-a propus pe Zaharia pentru postul de episcop al Romanului și Hușilor la Adunarea Națională Bisericească din iunie 1949, în timp ce patriarhul Justinian a încercat să-i promoveze pe Teoctist Arăpașu și Antim Nica; luptele între cele două grupări au fost foarte dure și în cele din urmă s-a ajuns la un compromis prin alegerea ca episcop a fostului preot greco-catolic Teofil Herineanu. Conflictul a continuat și în anul următor, iar Ministerul Cultelor l-a propus din nou pe Valerian Zaharia pentru posturile de mitropolit al Moldovei și episcop al Dunării de Jos, spre nemulțumirea patriarhului care ar fi afirmat „că-și taie mai bine mâinile decât să-l numească arhiereu”. O nouă soluție de compromis a fost obținută pe 26 februarie 1950: Arhiepiscopia Sucevei a fuzionat cu Arhiepiscopia Iașilor, iar Episcopia Dunării de Jos a fost contopită cu Episcopia Constanței, nefiind ales prin urmare niciun episcop nou. Această soluție nu mulțumea pe nimeni, dar Justinian a reușit să-i impună mai târziu pe Teoctist Arăpașu și Antim Nica drept episcopi vicari patriarhali.
Într-un memoriu înaintat Comitetului Central al Partidului Muncitoresc Român, arhimandritul Valerian Zaharia era descris ca legionar: „Fost comandant legionar în Iași, director al Seminarului Teologic «Veniamin Costache», cel care cu elevii seminarului a dărâmat în 1940 Sinagoga cea Mare de la Râpa Galbenă, a fost amnistiat de Antonescu. Colegul lui, profesorul Golimas, fostul director al Liceului Național din Iași, care a participat cu elevii lui, alături de Valerian Zaharia, la dărâmarea marii sinagogi, este închis. Pentru pretinsele servicii ce zice că le-a adus regimului nostru, prin articole de presă, este destul libertatea de care se bucură”.

### Episcop al Oradiei
La 11 noiembrie 1951 arhimandritul Valerian Zaharia a fost ales episcop al Oradiei în locul lui Nicolae Popoviciu, care fusese înlăturat din scaun la 5 octombrie 1950 din dispoziția autorităților comuniste și trimis cu domiciliu forțat la Mănăstirea Cheia. Alegerea ca episcop a lui Valerian a însemnat, potrivit istoricilor, un eșec al politicii patriarhului Justinian de rezistență împotriva regimului comunist. Valerian Zaharia a fost hirotonit arhiereu două zile mai târziu, 13 noiembrie 1951, în Catedrala Patriarhală din București de un sobor de ierarhi format din mitropoliții Nicolae Bălan al Ardealului și Firmilian Marin al Olteniei și din episcopul Teofil Herineanu al Romanului și Hușilor. La 14 noiembrie 1951, în sala sinodală a Palatului Patriarhal, patriarhul Justinian Marina i-a înmânat noului episcop cârja episcopală a Eparhiei Ortodoxe a Oradiei, în prezența membrilor Sfântului Sinod, a ministrului cultelor, Vasile Pogăceanu, a consilierului ministerial Petre Manu, a consilierilor patriarhali, a profesorilor Institutului Teologic din București, a protoiereilor Bucureștilor și a delegaților și consilierilor Episcopiei Oradiei. Întronizarea ca episcop a lui Valerian Zaharia a avut loc la 25 noiembrie 1951 în Biserica cu Lună din Oradea, fiind celebrată de un sobor de ierarhi, preoți și diaconi în frunte cu mitropolitul Nicolae Bălan al Ardealului. Au mai asistat la acest eveniment mitropolitul Vasile Lăzărescu al Banatului și episcopii Andrei Magieru al Aradului și Nicolae Colan al Clujului.
Episcopia Oradiei se întindea în vremea păstoririi sale pe teritoriile actualelor județe Bihor, Sălaj, Satu Mare și Maramureș. Valerian Zaharia a impus ordinea și disciplina în episcopia sa, îndepărtându-i pe preoții ambițioși din conducerea Centrului Eparhial și numind în funcții înalte clerici incoruptibili: preotul Nicolae Păcală (protopop de Salonta) - consilier administrativ-bisericesc și diaconul Ioan Șendruțiu - consilier economic și contabil șef. Au fost stopate astfel neregulile administrative și economice din eparhie, ceea ce a atras nemulțumirea unor clerici care nu și-au putut satisface ambițiile. În plus, deși ales episcop cu sprijinul autorităților regimului comunist, episcopul Valerian i-a protejat pe preoții care suferiseră condamnări politice (precum ieromonahul Roman Braga, fost legionar), primindu-i în eparhia sa. A sfințit numeroase biserici, a hirotonit mulți preoți și a efectuat deseori vizite canonice pe teritoriul eparhiei. Activitatea zeloasă pe care a desfășurat-o în fruntea Episcopiei Oradiei i-a atras numeroși dușmani, care au înaintate plângeri către Sfântul Sinod al Bisericii Ortodoxe Române.
Valerian Zaharia a reprezentat Biserica Ortodoxă Română la Congresul popoarelor pentru Apărarea Păcii de la Viena din decembrie 1952, la sesiunea Consiliului Mondial al Păcii de la Budapesta din iunie 1953 și la Reuniunea Bisericească Ortodoxă de la Moscova, împreună cu patriarhul Justinian, din 1955.
La 18 noiembrie 1969, la o ședință a Sinodului Mitropoliei Ardealului de la Sibiu, episcopul Valerian al Oradiei a protestat împotriva unei decizii venite de la București care, potrivit lui, i-ar fi încălcat jurisdicția episcopală și, prin urmare, a declarat că refuză să se supună acelei decizii. În consecință, în ședința sa din 12 decembrie 1969, Sfântul Sinod al Bisericii Ortodoxe Române a analizat abaterile canonice imputate episcopului Oradiei („nesupunere și neascultare față de hotărîrile Sfîntului Sinod”), menționate în adresa Arhiepiscopiei de Sibiu și Alba Iulia nr. 8113/1969, și a audiat expunerile făcute de mitropolitul Nicolae Mladin al Ardealului și de episcopii Teoctist Arăpașu al Aradului și Teofil Herineanu al Clujului. Membrii Sinodului au considerat că „P. S. Episcop Valerian s-a arătat potrivnic unor hotărîri luate de Sfîntul Sinod, dovedind astfel că pe de o parte desconsideră spiritul și modul sinodal în care se lucrează în Biserica Ortodoxă, iar, pe de altă parte, că nu este condus de sentimente de colegialitate și de colaborare frățească” și că „prin abaterile grave săvîrșite în Eparhia Oradiei de către P. S. Episcop Valerian s-a creat o stare de nemulțumire și de protest atît în rîndul clerului, cît și al credincioșilor”. Sfântul Sinod a hotărât în unanimitate eliberarea lui Valerian Zaharia din funcția de episcop al Oradiei pe motiv de boală, consemnând următoarele: „În interesul superior al Bisericii și pentru motive de boală, pune în retragere din oficiu pe P. S. Episcop Valerian Zaharia de la Episcopia Oradiei, pentru a-și aranja drepturile la pensie pe baza dispozițiunilor legale” (Hotărârea Sfântului Sinod a fost publicată în sumarul ședințelor din 12 și 13 decembrie 1969 din revista Biserica Ortodoxă Română, nr. 11-12/1969, pp. 1295-1297). Motivul real al destituirii sale încă nu se cunoaște.
Episcopului Valerian i s-a reproșat cu acest prilej nu numai că a împiedicat „aplicarea măsurilor hotărîte de Sfîntul Sinod”, ci și săvârșirea unor abateri statutare reclamate anterior, precum transferarea arbitrară, „fără motive”, a preoților din Episcopia Oradiei „care au tulburat viața Eparhiei și au creat neîncredere și lipsa de stabilitate în viața bisericească de acolo”.

### Ultimii ani de viață
După ce a fost pensionat, Valerian Zaharia s-a stabilit la București și a slujit ani de zile la mai multe biserici de acolo până când nu s-a mai putut deplasa. În ultimii șase ani ai vieții sale a locuit în casa parohială a Parohiei Podeanu de pe strada Dornei nr. 70, în apropierea Pieței Chibrit, slujind în fiecare duminică la Biserica Boteanu și fiind îngrijit de preotul paroh Vasile Ailioaei și de familia acestuia până când a murit. A fost mult timp suferind, având mereu medicamente în buzunar, pe care le mai amesteca uneori. Statul i-a plătit o pensie modestă, pe care Episcopia Oradiei a completat-o lunar cel puțin cât timp a trăit episcopul Vasile Coman (1912-1992). Patriarhul Teoctist Arăpașu i-a trimis, de asemenea, mereu ajutoare, interesându-se de soarta lui.
Valerian Zaharia a murit la 13 martie 1996, la ora 4 dimineața, după câteva luni de boală grea, în anexa casei parohiale a Parohiei Podeanu din București. Slujba de înmormântare a fost celebrată la 15 martie 1996 în biserica parohială Podeanu de către un sobor de ierarhi, preoți și diaconi în frunte cu arhiepiscopul Vasile Costin al Târgoviștei și cu episcopii vicari Vincențiu Ploieșteanul și Teodosie Snagoveanul. A asistat la slujbă însuși întâistătătorul Bisericii Ortodoxe Române, patriarhul Teoctist, care a rostit o cuvântare. Trupul neînsuflețit al episcopului Valerian a fost înmormântat în curtea Bisericii Podeanu.

## Distincții
- Ordinul „Steaua Republicii Populare Române” clasa a III-a (6 iunie 1953) „pentru merite în activitatea patriotică și pentru contribuția adusă cauzei păcii”[32]

## Publicații
- Îndrumătorul pastoral, Oradea, 1953, 101 p.:
- Taina mântuirii oamenilor, Oradea, 1955;
- Flori alese din grădina Sfintelor Scripturi. Concordanță biblică, Oradea, 1955, XVIII+388 p.
- Slujind Ortodoxia, culegere de articole, Oradea, 1965, 370 p.